# Good Morning, Vietnam
Good Morning, Vietnam es una película dramática estadounidense de 1987 dirigida por Barry Levinson. Es protagonizada por Robin Williams, Forest Whitaker, Tung Than Tran, Chintara Sukapatana, Bruno Kirby y J.T. Walsh en los papeles principales. Está basada en la experiencia del aviador y locutor estadounidense Adrian Cronauer durante la guerra de Vietnam.

## Argumento
Durante la guerra de Vietnam, Adrian Cronauer (Robin Williams), un disc-jockey de la Fuerza Aérea de los Estados Unidos, llega a Saigón para entretener a los soldados desplegados en Vietnam. Al principio todo es diversión, pero poco a poco los jefes se darán cuenta de que sus comentarios acerca de la guerra no son "políticamente correctos". Por lo mismo, deciden expulsarlo y enviarlo de nuevo a su hogar, mientras que en la radio colocan sucesores que no dan la talla y no gustan tanto como él. Los soldados le piden que vuelva, sin saber que le expulsarían por sus comentarios.

## Reparto
| Actor               | Personaje                   |
| ------------------- | --------------------------- |
| Robin Williams      | Adrian Cronauer             |
| Forest Whitaker     | Edward Garlick              |
| Tung Than Tran      | Tuan                        |
| Chintara Sukapatana | Trinh                       |
| Bruno Kirby         | Ten. Steven Hauk            |
| Robert Wuhl         | Marty Lee Dreiwitz          |
| J. T. Walsh         | Sgt. Mayor Philip Dickerson |
| Noble Willingham    | Gen. Taylor                 |
| Cu Ba Nguyen        | Jimmy Wah                   |
| Richard Edson       | Soldado Abersold            |
| Richard Portnow     | Dan 'The Man' Levitan       |
| Floyd Vivino        | Eddie Kirk                  |

## Producción
La obra cinematográfica se rodó principalmente en Bangkok y Tailandia.

## Banda sonora
| Canción                          | Artista                                               |
| -------------------------------- | ----------------------------------------------------- |
| Around the World in 80 Days      | Lawrence Welk                                         |
| Baby Please Don't Go             | Them                                                  |
| Gloria                           | Them                                                  |
| Ballad of a Thin Man             | The Grass Roots                                       |
| Beach Blanket Bingo              | Frankie Avalon                                        |
| California Sun                   | The Rivieras                                          |
| Cast Your Fate To the Wind       | Sounds Orchestral                                     |
| Danger, Heartbreak Ahead         | The Marvelettes                                       |
| Don't Worry Baby                 | The Beach Boys                                        |
| Dream On Little Dreamer          | Perry Como                                            |
| Five O'Clock World               | The Vogues                                            |
| Game of Love                     | Wayne Fontana & The Mindbenders                       |
| Hot Time in the Old Town Tonight | Lawrence Welk & Myron Floren                          |
| I Get Around                     | The Beach Boys                                        |
| I Got You (I Feel Good)          | James Brown                                           |
| I'll Never Smile Again           | Lawrence Welk                                         |
| In The Midnight Hour             | Wilson Pickett                                        |
| It's Alright                     | Adam Faith                                            |
| Kit Kat Polka                    | Lawrence Welk & Myron Floren                          |
| Liar Liar                        | The Castaways                                         |
| Acapulco                         | Herb Alpert & The Tijuana Brass                       |
| Lollipops & Roses                | Jack Jones                                            |
| Nowhere To Run                   | Martha Reeves & The Vandellas                         |
| Smoke Gets in Your Eyes          | Ray Conniff                                           |
| Sugar and Spice                  | The Searchers                                         |
| Warmth of the Sun                | The Beach Boys                                        |
| What a Wonderful World           | Louis Armstrong                                       |
| Yeah Yeah                        | Georgie Fame & The Blue Flames                        |
| My Boyfriend's Back              | Robert Feldman, Gerald Goldstein, & Richard Gottehrer |
| Puff the Magic Dragon            | Peter Yarrow & Leonard Lipton                         |
| Rawhide                          | Dimitri Tiomkin & Ned Washington                      |
| You Keep Me Hangin' On           | Brian Holland, Lamont Dozier, & Edward Holland, Jr.   |
| Like Tweet                       | Joe Puma & Eddie Hall                                 |
| Get a Job                        | The Silhouettes                                       |

## Recepción
La película se convirtió en la cuarta película más taquillera de 1987.

## Premios y candidaturas
- Premios Óscar: Candidata en la categoría de mejor actor (Robin Williams).[2]
- Globo de Oro 1988: Al mejor actor de comedia (Robin Williams).
- Premio ASCAP 1989: A la mejor taquilla.
- Premio American Comedy Award 1988: Al mejor actor cómico en un papel principal (Robin Williams).
- Premio Sant Jordi 1989: Al mejor actor extranjero (Forest Whitaker).